# Craig Casault
Craig Casault ist ein ehemaliger US-amerikanischer Basketballspieler. Er lief in den späten 1970er und frühen 1980er Jahren für den Bundesligisten MTV Wolfenbüttel auf.

## Laufbahn
Der 2,02 Meter lange, aus Sturgis (US-Bundesstaat Michigan) stammende Casault spielte bis 1971 Basketball an der Sturgis High School, an der er auch die Sportarten Leichtathletik und American Football betrieb. Als Spieler der Sturgis High School stellte er mit 48 Rebounds in einem Spiel einen Schulrekord auf. Der Flügel- und Innenspieler vertrat zwischen 1972 und 1975 die Farben der Basketball-Mannschaft des Saint Mary’s College of California. In Bezug auf die statistischen Werte war die Saison 74/75 Casaults erfolgreichste: Er erzielte im Schnitt 11,1 Punkte sowie 9,9 Rebounds je Begegnung. Er belegte an der Hochschule das Hauptfach Biologie.
Zur Saison 1975/76 wechselte er als Berufsbasketballspieler in die Niederlande, wo er Transol Rotterdam Zuid verstärkte.
Von 1978 bis 1981 spielte er für den MTV Wolfenbüttel in der Basketball-Bundesliga sowie im Europapokal. In der Bundesliga erzielte er insgesamt 2255 Punkte.
Nach seiner Rückkehr in die Vereinigten Staaten war Casault 37 Jahre lang in Sturgis für den Betrieb der Schulgebäude tätig. Im Oktober 2019 wurde Casault in die Sport-Ruhmeshalle der Sturgis High School aufgenommen.